# Il Mauriziano

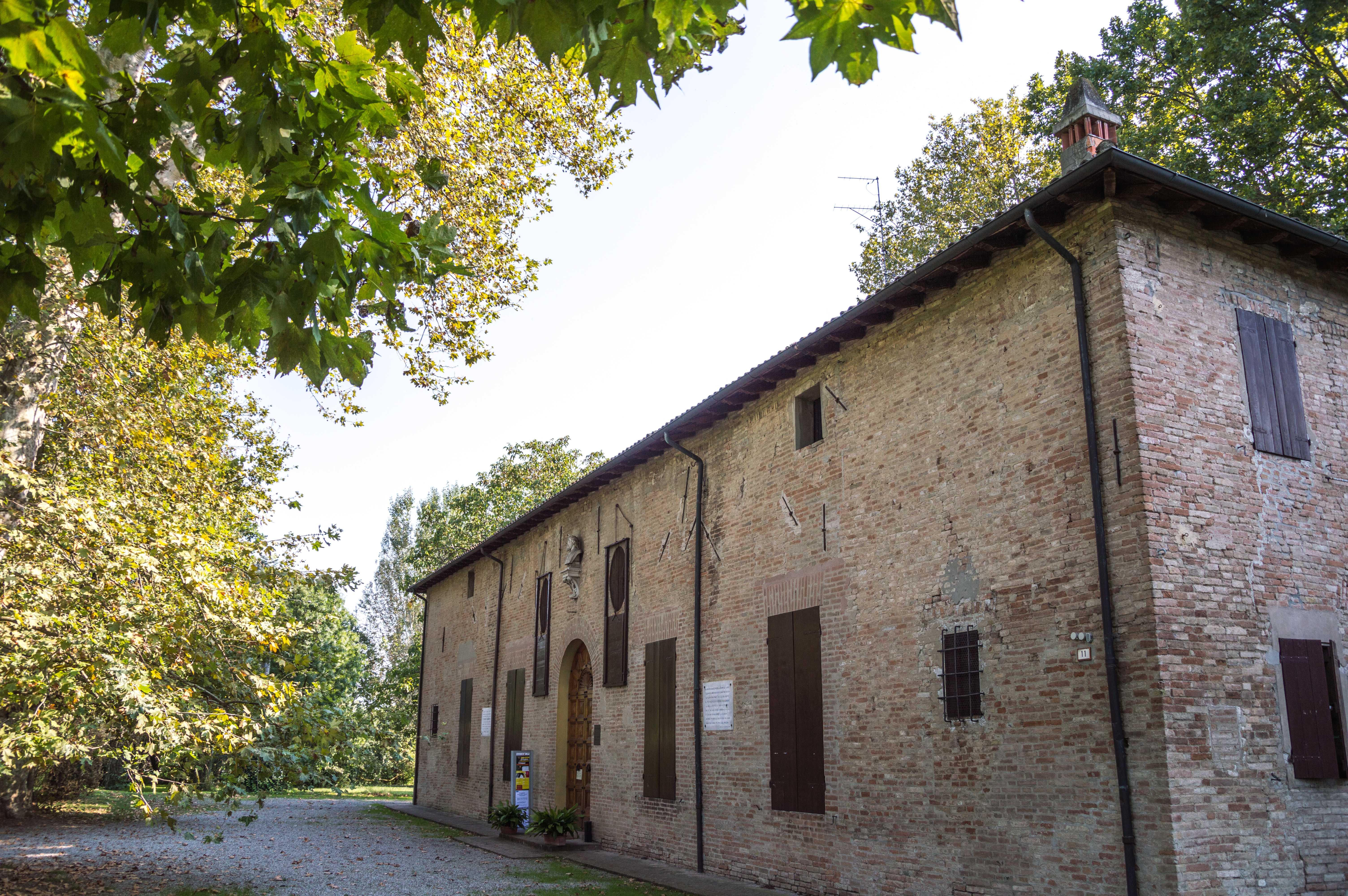
Il Mauriziano, die Sommerresidenz von Ludovico Ariosto

Il Mauriziano, auch Palazzo nuovo del Mauriziano oder Casino dell’Ariosto, ist ein Palast aus dem Spätmittelalter in Reggio nell’Emilia in der italienischen Region Emilia-Romagna. Dort weilte mehrere Male der Dichter Ludovico Ariosto, der das Gebäude auch in seinem Werk Satire zitierte. Der Palast verdankt seinen Namen der benachbarten Kirche San Maurizio. Heute ist er Museum.

## Geschichte

### Villa del Mauriziano

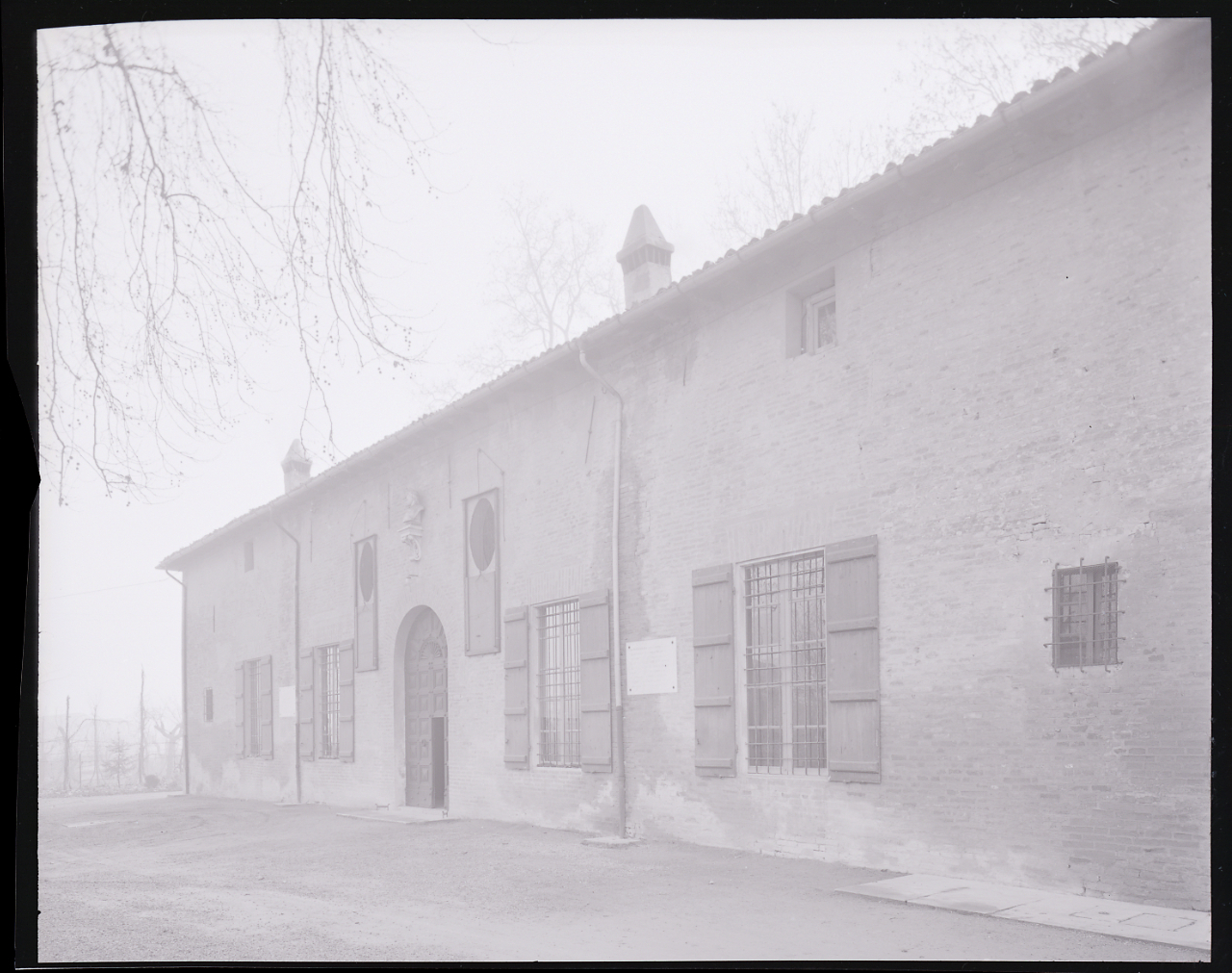
Fassade des Landhauses

Die Ursprünge des Palastes liegen im Spätmittelalter, worauf die Spitzbogenform seiner Fenster hinweist. Ursprünglich war es Kloster der  Benediktinerschwestern, nach der römischen Tradition aufgeteilt in einen Pars dominica und einen Pars massaricia. In der ersten Hälfte des 15. Jahrhunderts kaufte die Familie Malaguzzi den Palast. Zu ihr gehörte auch Daria, die 1474 Ludovico Ariosto das Leben schenkte. Der Dichter kehrte nach seinem Umzug nach Ferrara, wo er studierte, in den Jahren 1494–1497 und 1502–1503 zur Sommerfrische hierher zurück. Im 16. Jahrhundert wurde der Palast im Auftrag von Orazio Malaguzzi restauriert und erneut im 18. Jahrhundert im Auftrag von Prospero Malaguzzi, und zwar, weil dieser auf sich und seine Familie stolz war. Mitte des 19. Jahrhunderts, als der Palast bereits im Zustand des Verfalls war, bot die Stadt Ferrara, in der das Haus von Ludovico Ariosto steht, in dem der Dichter die letzten Jahre seines Lebens verbrachte, an, den Palast zu kaufen.
1861 bat der Schriftsteller Prospero Viani zusammen mit Anderen den Bürgermeister von Reggio nell’Emilia, Pietro Monodori, den Komplex von San Maurizio zu kaufen. Dieser Bitte schloss sich auch die örtliche Abteilung der Deputazione di Storia patria an, die vorschlug, das Landhaus als „Denkmal des Dichters“ anzusehen. Der Bürgermeister folgte diesen Bitten und so gehört Il Mauriziano seit dem 18. Januar 1864 der Stadt Reggio nell’Emilia.
Während des Ersten Weltkrieges wurde der Palast als Lazarett genutzt, in der Zeit des Faschismus als Rachitissanatorium und in der Nachkriegszeit als Schule. Ab den 1970er-Jahren wurden Restaurierungsarbeiten an dem Komplex durchgeführt.

### Parco del Mauriziano

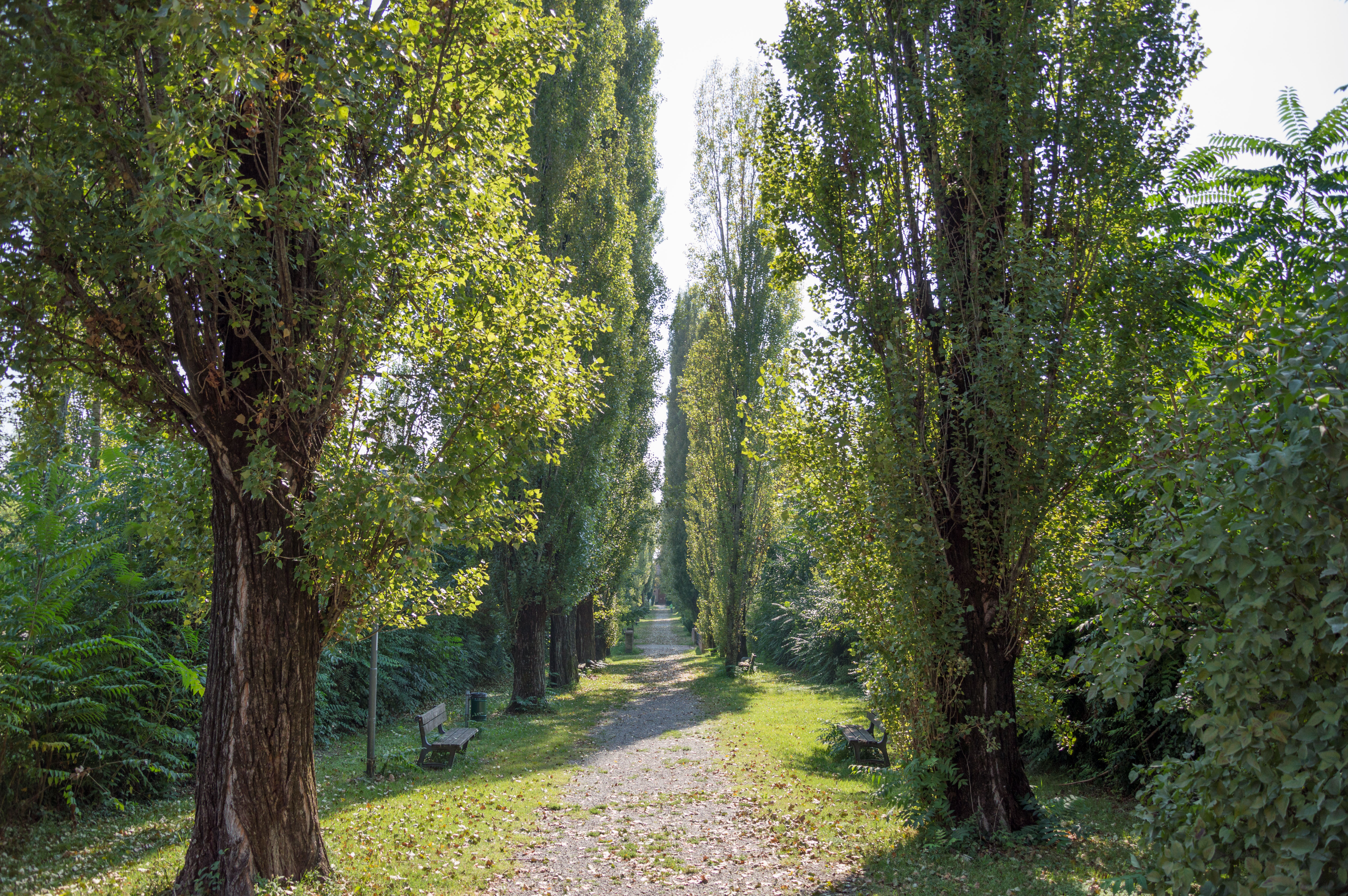
Viale del Mauriziano

Ab der zweiten Hälfte des 15. Jahrhunderts wurde der Garten von Il Mauriziano grundsätzlich für die Kultivierung von Maulbeeren für die Seidenspinner genutzt und im 16. Jahrhundert wurde er in Anlehnung an das agronomische Buch des Mittelalters „Liber ruralium commodorum“ (dt.: Buch der landwirtschaftlichen Leistungen) von Petrus de Crescentiis als Nutzgarten mit Maulbeeren, Wein- und Obstpflanzungen organisiert. 1512 ließ Sigismondo Malaguzzi nach dem Beispiel der ersten Freilichtmuseen, die in Rom angelegt wurden, einen „giardino antiquario“ (dt.: altertümlicher Garten) einrichten, um vier Grabsteine auszustellen, die aus einer nahegelegenen, römischen Nekropole stammten.
Das Anwesen, so wie es damals genutzt wurde, besaß auch ein Eishaus, das heute vollkommen wiederhergestellt ist. Der Bau hat ein kreisrundes Fundament wie ein Hypogäum mit Öffnung nach Norden, um zu vermeiden, dass der Inhalt in den wärmeren Monaten der Sonnenstrahlung ausgesetzt würde. Der Boden im Inneren ist flach, war aber vermutlich ursprünglich konkav, sodass er Eis und Schnee aufnehmen konnte. Ein Holzsteg diente als Zugangsebene.

## Restaurierungsprojekt des Denkmalskomplexes
2020 wurde mit einem Projekt der Restaurierung des Komplexes begonnen. Dabei wurden der Eingangsbogen, das Haus Ariostos, die umgebenden Gebäude restauriert und die Grünfläche und die Heckenlabyrinthe aus der Renaissance wiederhergestellt.

## Beschreibung

### Triumphbogen

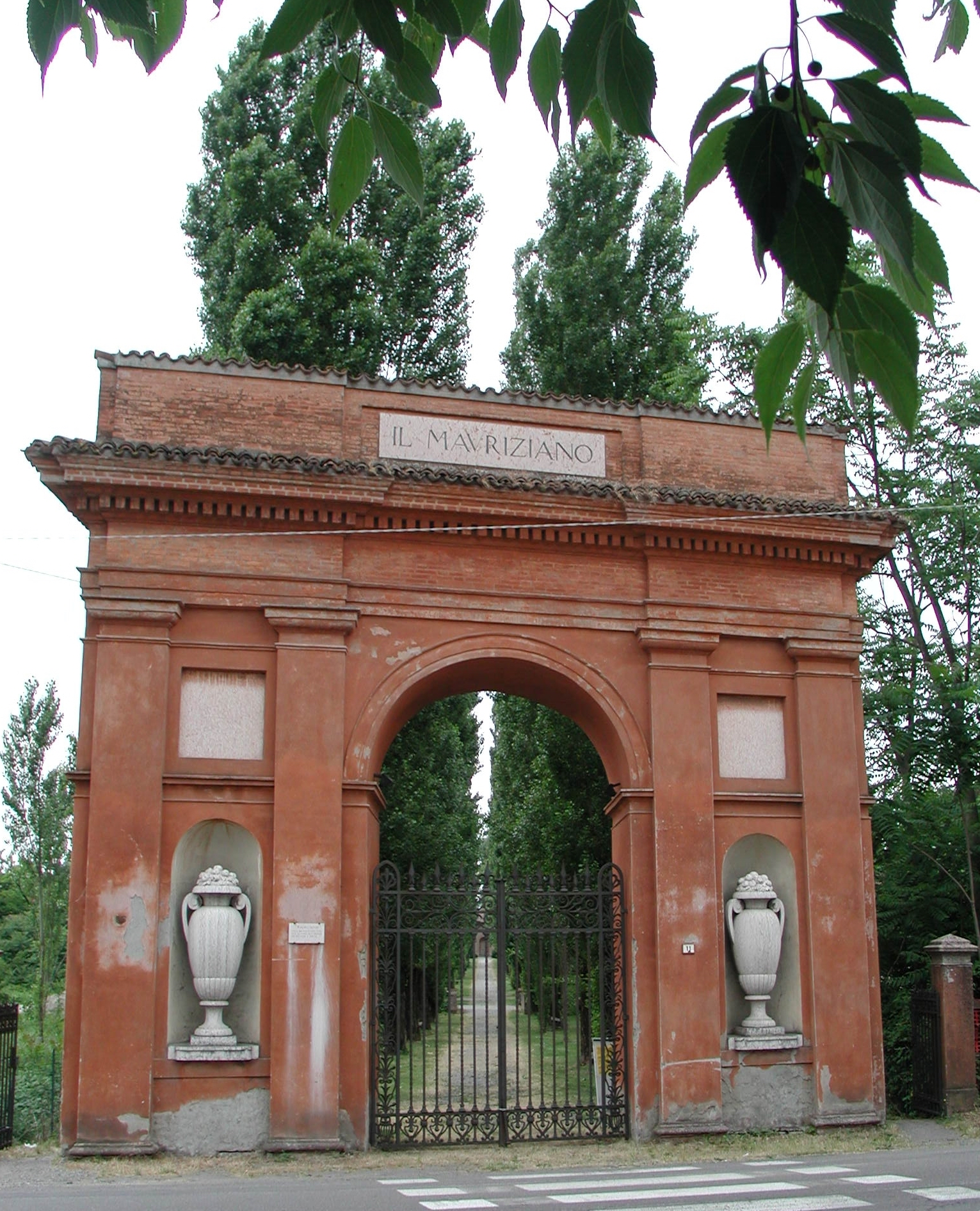
Triumphbogen am Eingang zum Komplex

Den Haupteingang zum Komplex bildet ein im 16. Jahrhundert aus Backsteinen und Terrakotta errichteter Triumphbogen, von dem aus eine 250 Meter lange Allee zum Landhaus Il Mauriziano führt. Der Überlieferung nach soll der 1583 verstorbene Orazio Malaguzzi den Bogen zur Erinnerung an Ludovico Ariosto aufgestellt und die Restaurierung und die Aufwertung des Denkmalskomplexes veranlasst haben. Der Bogen ist 9,85 Meter breit, und der Durchgang hat die Maße 3,25 Meter × 6,10 Meter. Seine Fassade zeigt vier toskanische Pilaster aus Terrakotta, die das Gebälk und den Fries oben stützen, auf dem man „IL MAURIZIANO“ lesen kann, ein Schriftzug, der den vorherigen mit dem Namen Orazio Malaguzzis ersetzte. Der Bildhauer Riccardo Secchi aus Reggio nell’Emilia schuf die beiden klassischen Vasen mit Henkeln in weißem Marmor.

### Parco del Mauriziano

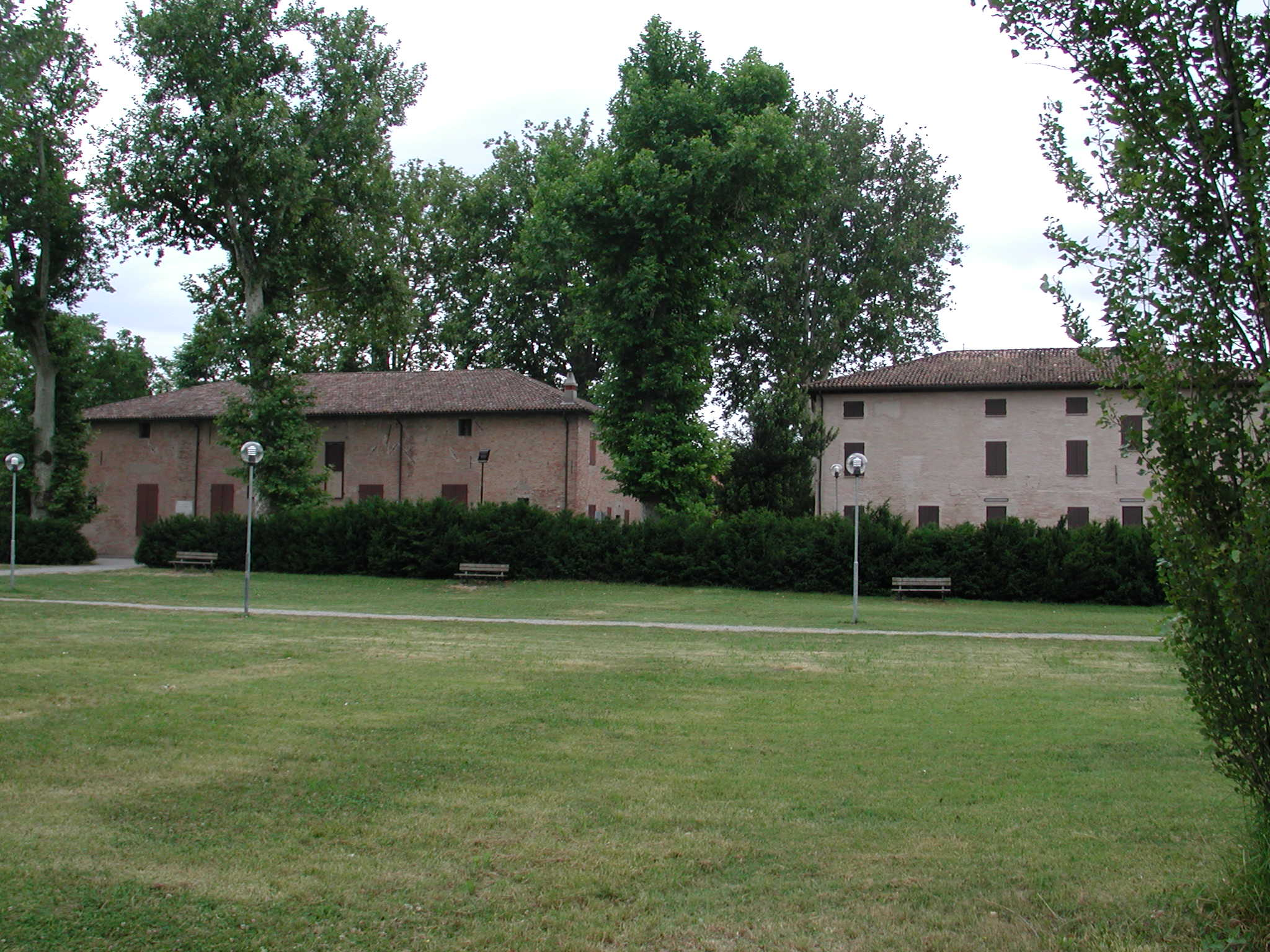
Palazzo nuovo und Palazzo vecchio

Der Park mit einer Fläche von etwa 3,6 Hektar grenzt im Osten an das Ufer des Canale la Marciocca, im Norden an die Via Emilia, im Westen an das Ufer des Rodanobaches und im Süden an Gebäude.

### Landhaus „Il Mauriziano“

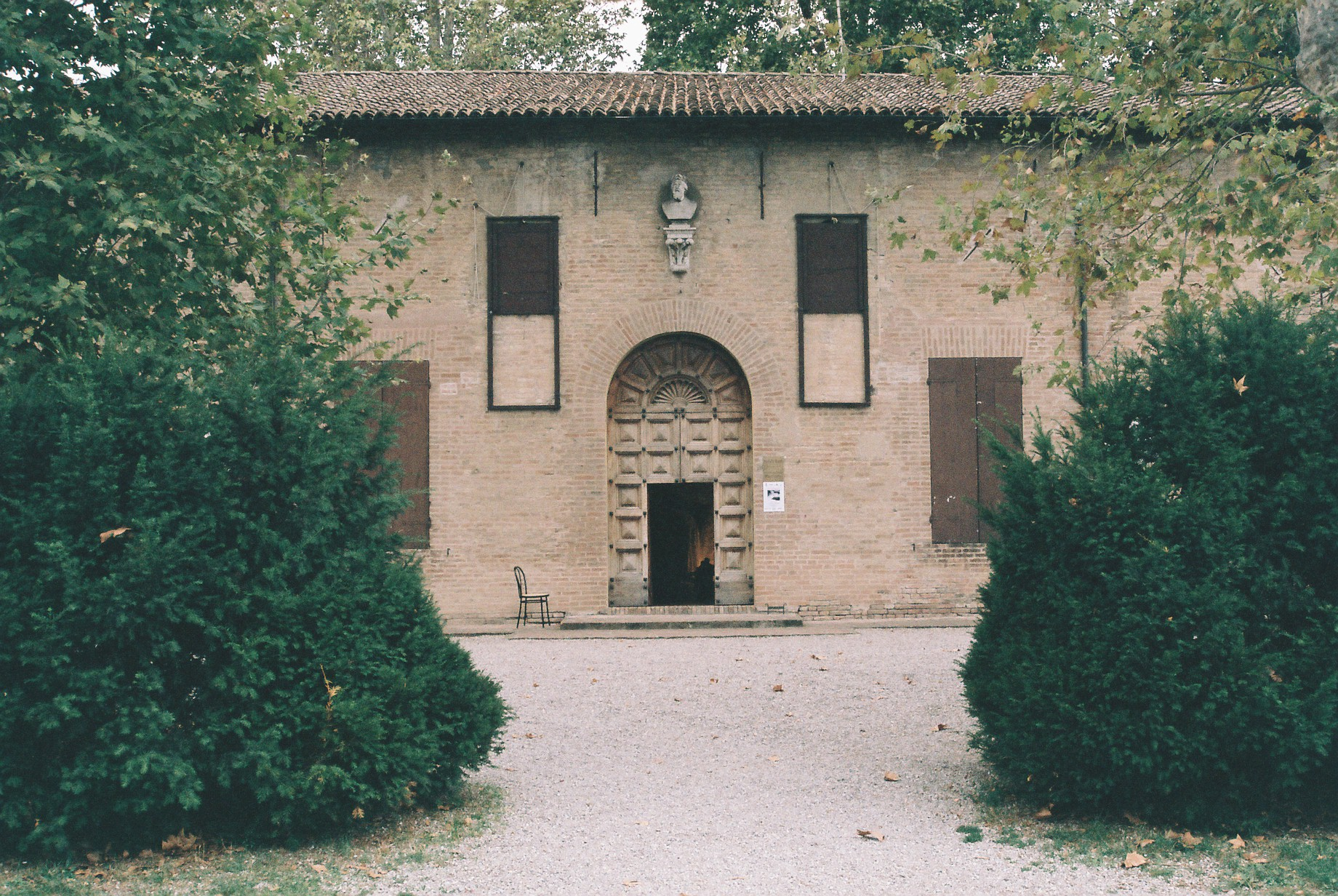
Fassade des Landhauses

Es handelt sich um ein typisches Landhaus der Renaissance mit rechteckigem Grundriss. Die Fassade zeigt auf der Eingangsseite zwei Inschriften, die ursprünglich am Triumphbogen angebracht waren: Einer der beiden rezitiert die Verse der Satire, in der Ariosto Il Mauriziano erwähnt:

Già mi fur dolci inviti a empir le carte

li luoghi ameni di che il nostro Reggio,

il natio nido mio, n’ha la sua parte.

Il tuo Mauricïan sempre vagheggio,

la bella stanza, il Rodano vicino,

da le Naiade amato ombroso seggio,

il lucido vivaio onde il giardino

si cinge intorno, il fresco rio che corre,

rigando l’erbe, ove poi fa il molino

Über dem Eingangstor wurde 1880 die Büste von Ariosto angebracht, die Ilario Bedotti aus Reggio nell’Emilia geschaffen hatte.
Im Inneren liegen Seitenräume, die sich um einen Salon in der Mitte gruppieren. Im Ostflügel sind drei kleine Zimmer erhalten, die als „Zimmer Ariostos“ bezeichnet werden, Rechteckgewölbedecken besitzen und auf das 15. und 16. Jahrhundert zu datieren sind: Die Camerino dei Poeti (dt.: Kammer der Dichter), die Camerino degli Orazi e Curiazi (dt.: Kammer von Orazi e Curiazi) und die Camerino dell’Ariosto (dt.: Kammer Ariostos) mit Verzierungen aus der Zeit nach 1567, auf die Nicolò dell’Abbate Einfluss hatte.

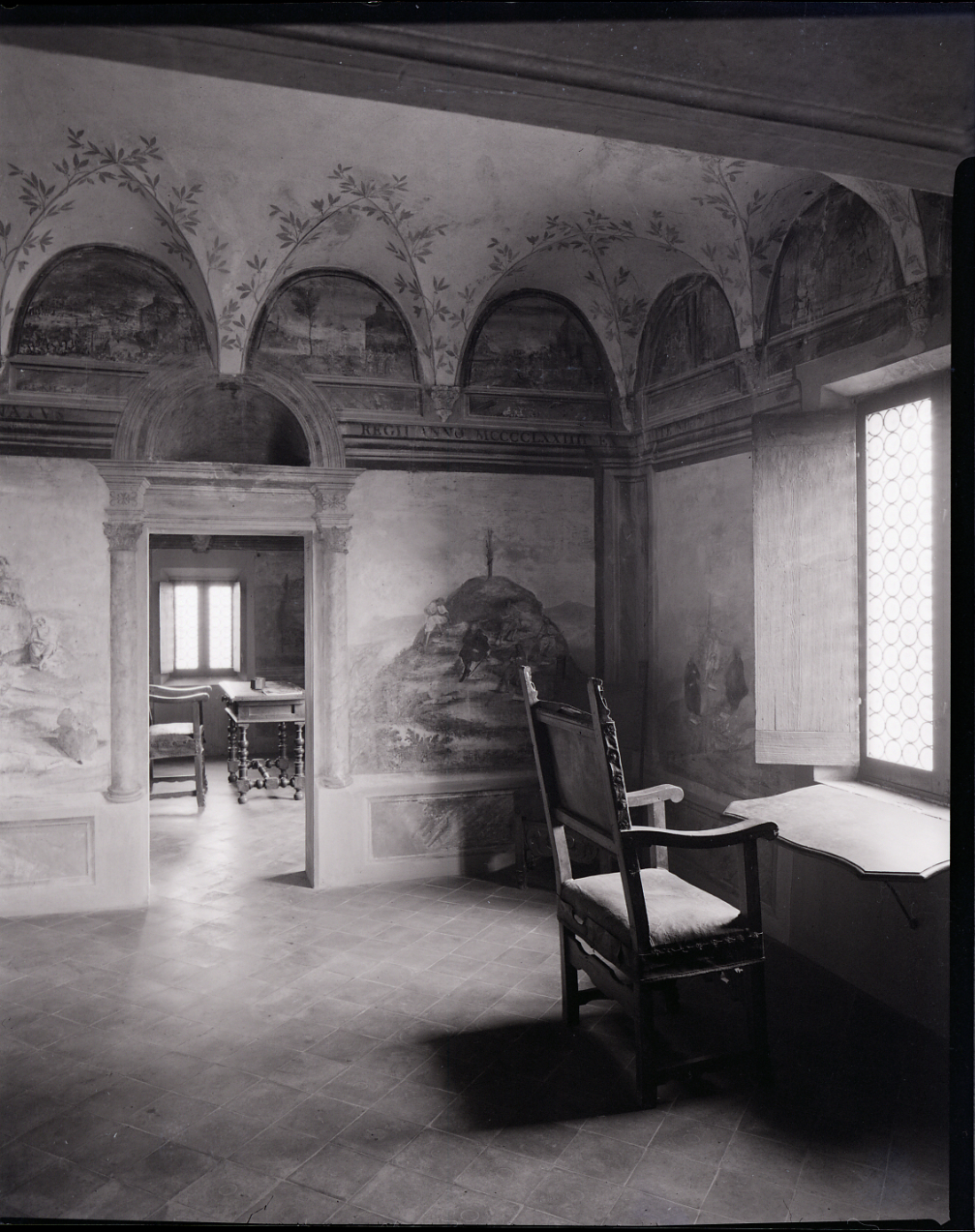
Inneres des Landhauses

#### Eingangssalon
Es handelt sich um einen weiten Empfangsraum mit Tonnengewölbe und vier Lünetten an den ovalen Fenstern, der zu den beiden Eingängen des Landhauses durch zwei Portale nach Norden und Süden hin offen ist. Er zeigt an den Seiten zwei Freskengemälde, die um 1721 im Auftrag des Grafen Prospero Malaguzzi ausgeführt wurden und seine Ernennung zum Malteserritter und zum Georgsritter von Bayern zeigen. An den vier Zugangstüren zu den Seitenräumen sind in kleinen Gemälden weitere Ereignisse dargestellt, die mit der Geschichte der Familie Malaguzzi verbunden und mit den Jahreszahlen 1570 und 1577 versehen sind.

#### Historischer Saal
In diesem Saal mit dem Eingangssaal gleichartiger Architektur und zwei Fenstern auf der Südseite finden sich vier Fresken desselben unbekannten Malers wie im Eingangssalon. Die Gemälde stellen Lodovico Malaguzzi, den Podestaten von Florenz und Siena von 1477 bis 1481, dar, wie er Recht spricht, eine Botschaftsentsendung des Grafen Orazio Malaguzzi im Jahre 1573 zu Philipp II. von Spanien, eine Episode der Seeschlacht von Lepanto, in der Alfonso Malaguzzi Kommandant einer Galeere war, und ein Scharmützel im Jahre 1233 auf dem Hauptplatz von Reggio nell’Emilia (heute Piazza Prampolini) zwischen den Malaguzzis und den Ruggeris. Über den Ausgängen sind in Medaillons weitere Persönlichkeiten der Familie abgebildet, ebenso wie Ariosto und die Imkerei mit der Inschrift „pro bono malum“ (dt.: für das Gute das Böse). Eine Inschrift in Latein erinnert an den Besuch der Kaiserin Maria Anna von Savoyen, die 1841 bei Herzog Franz IV. zu Gast war.

#### Camerino dei Poeti
Dies ist ein kleiner Raum in der Mitte, der mit einer Szene dekoriert ist, in der antike und moderne Dichter auf dem Gipfel eines idealisierten Parnass sitzen: Zwischen den tragischen, lateinischen und griechischen Dichtern ist das Porträt des Renaissance-Schriftstellers Gabriele Bombasi mit Spitzbart, schwarzem Umhang und Schwert erkennbar. Eine Novelle des Decamerone, La Griselda, ziert die Lünette des Gewölbes.

#### Camerino dell’Ariosto
Dies ist der Sage nach das Arbeitszimmer des Dichters, in dem es einen offenen Kamin aus dem Jahre 1432 gibt, auf dem ein Wappen der Familie Malaguzzi angebracht ist. Die Malereien, die die Wände zieren, stellen den Palazzo di Mauriziano und den Parco del Mauriziano, der ihn umgibt, dar.

#### Camerino degli Orazi e Curiazi
Dies ist ein Raum zu Ehren von Orazio Malaguzzi und Horatius Cocles gewidmet. Außer Landschaften und römischen Ruinen sind Szenen von Horatius Cocles auf der Brücke, des Kampfes zwischen Orazi und Curiazi und eines Magistrates im Jupitertempel dargestellt. An der linken Wand über einer Landschaftsdarstellung wurde später der Familienstammbaum bis zum Grafen Ippolito mit der Jahreszahl 1777 eingefügt.

#### Gemäldezyklus von Prospero Minghetti
Seit 2017 beherbergt Il Mauriziano den Gemäldezyklus von Prospero Minghetti in den Räumen, die an den zentralen Salon anschließen. Die Gemälde wurden gegen Mitte des 19. Jahrhunderts im Auftrag von Graf Carlo Ritorni für dessen Residenz in der Via Angelo Secchi in Reggio nell’Emilia hergestellt.
Der Graf Ritorni liebte die Literatur, das Theater und die Architektur so sehr, dass er sogar eine „Analyse von Ariosto“ schrieb. Aus diesem Grunde wählte er als Thema die Geschichte von Ruggiero, eines Charakters, der sowohl in Orlando innamorato (dt.: Der verliebte Roland) von Boiardo als auch in Der rasende Roland von Ariosto auftaucht und der der Sage nach der Gründungsvater des Hauses Este sein soll.
Auf jedem der Gemälde ist ein Element aus der Geschichte des Ritters Ruggiero abgebildet: Die Prophezeiung des Zauberers Atlantis, die Ankunft von Alcina auf der Insel, das Treffen mit Bradamante, seine Bekehrung zum Katholizismus nach dem Schiffbruch, seine Befreiung durch Leo, das Duell und die Ehe mit Bradamante und der Kampf mit Rodomonte.

## Bildergalerie

### Parco del Mauriziano

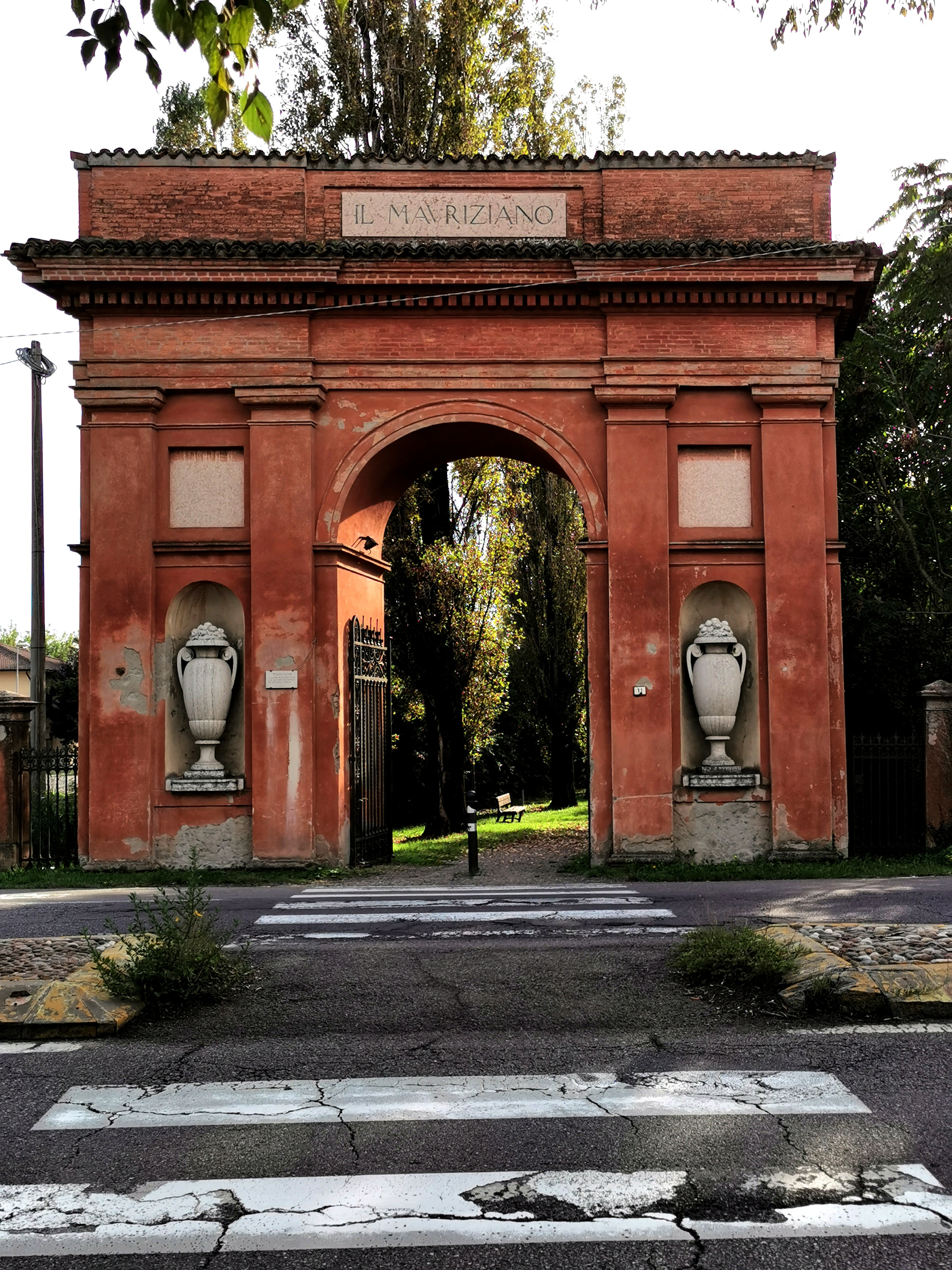
Triumphbogen
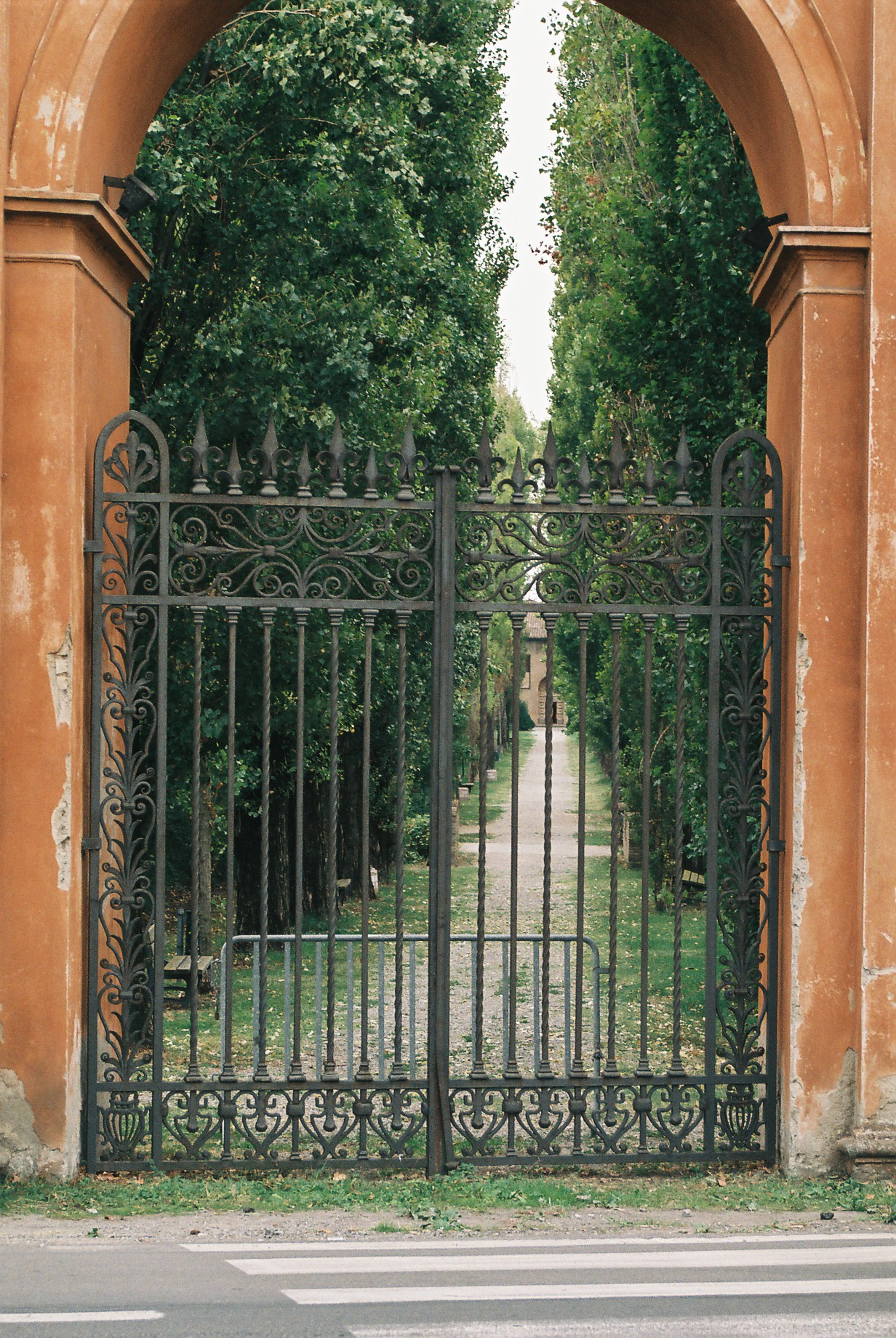
Blick auf den Park vom Triumphbogen aus
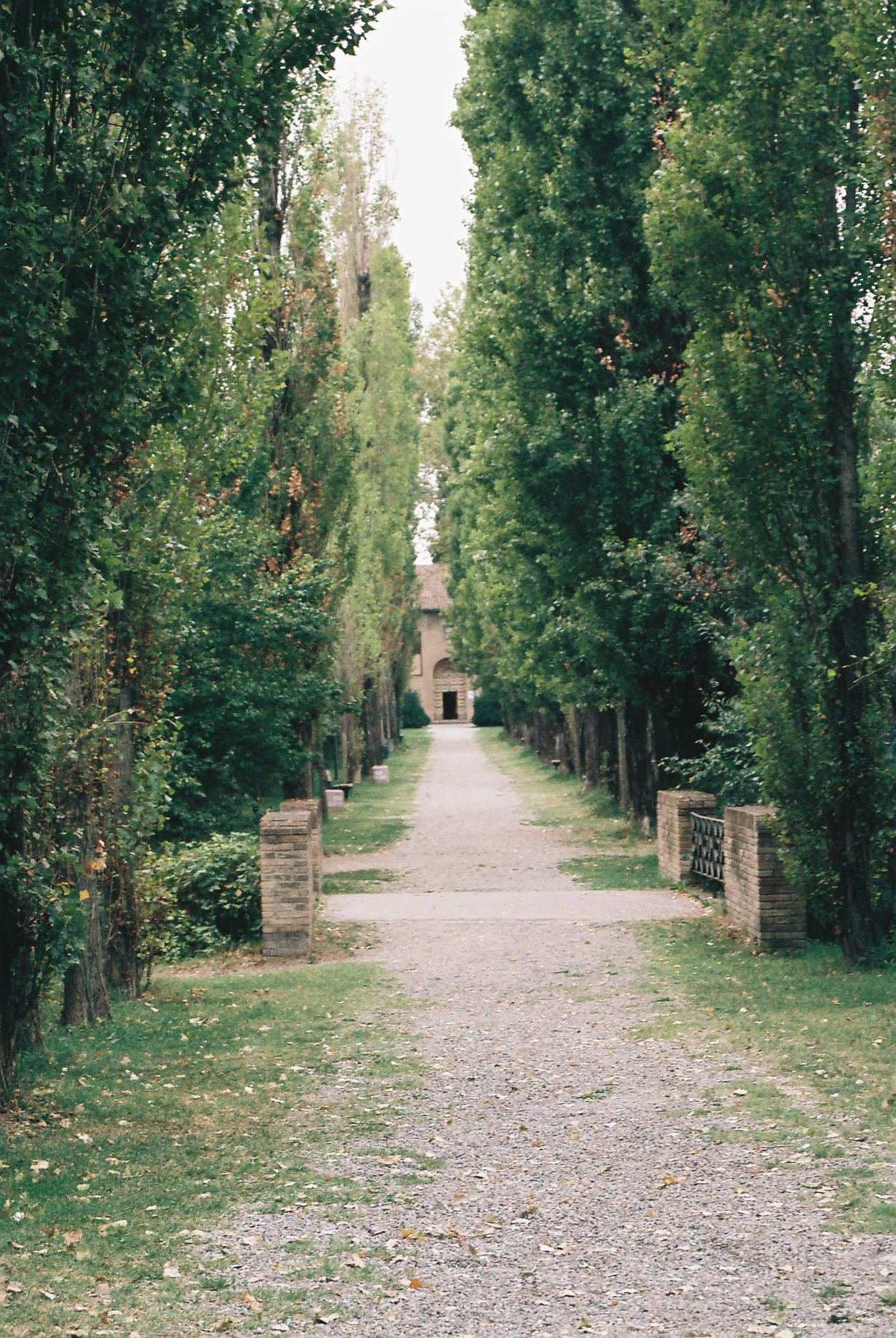
Allee von Il Mauriziano
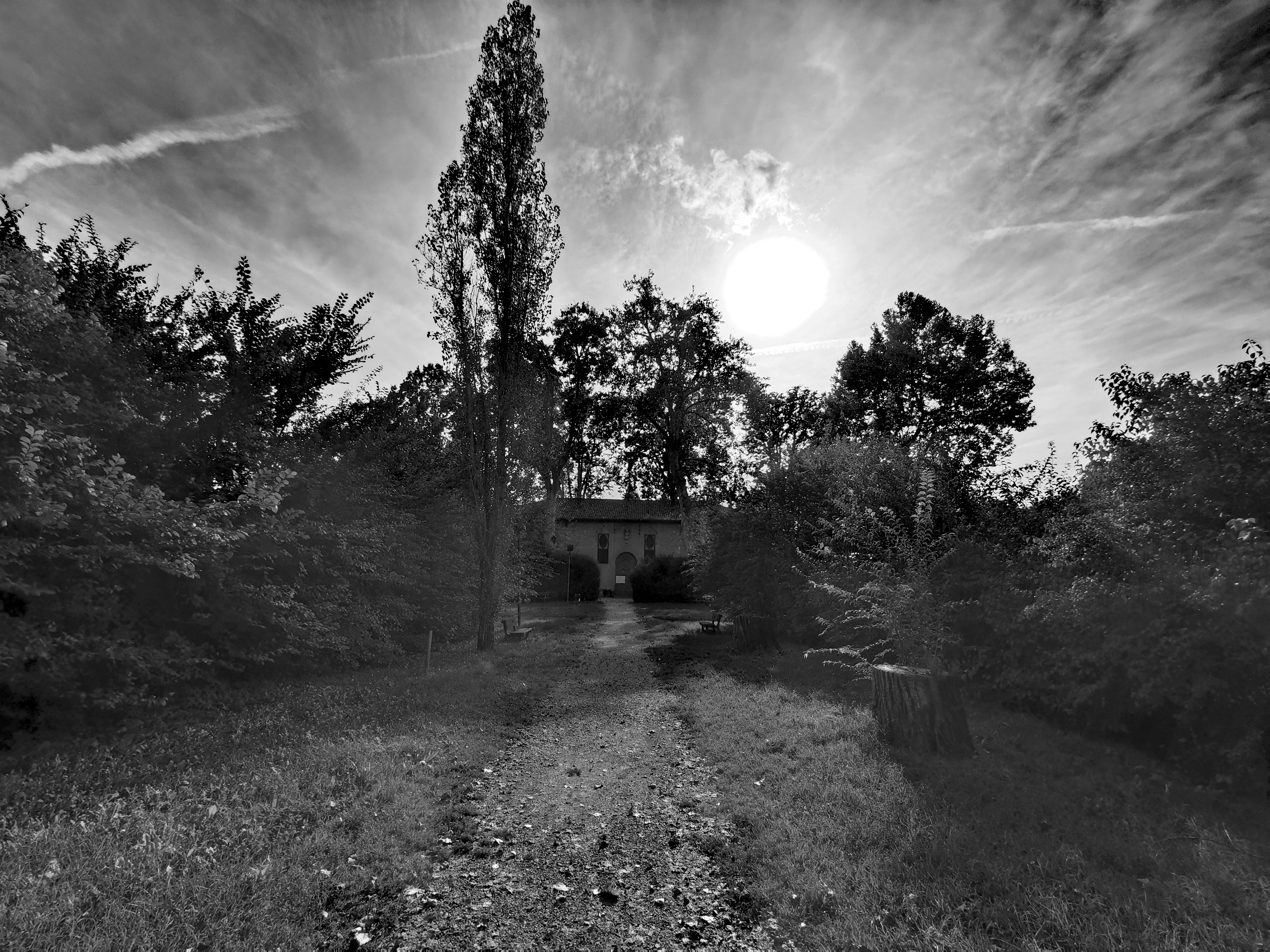
Der Weg des Dichters Ludovico Ariosto

### Villa del Mauriziano

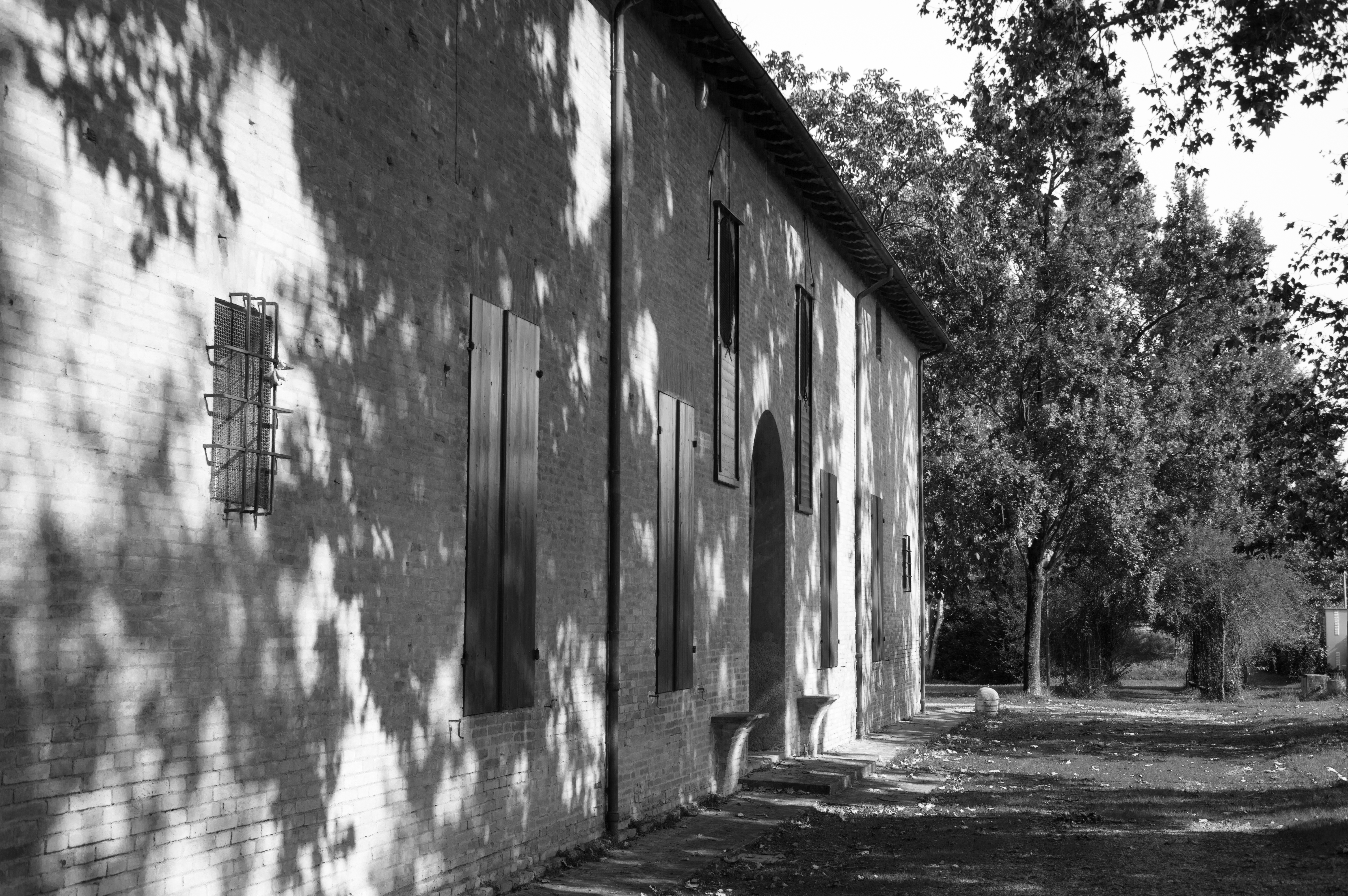
Außenfassade des Landhauses